# 中井武三 (ハンドボール選手)
中井 武三（なかい たけぞう）は、日本出身のハンドボール選手。1972年ミュンヘンオリンピック、1976年モントリオールオリンピックハンドボール全日本男子代表。

## 来歴
京都府京都市出身。京都市立八条中学校、京都市立伏見工業高等学校、同志社大学を経て大同製鋼に入社した。
1969年、全日本男子ナショナルチームのルーマニア遠征とルーマニア強化合宿に参加。着実なプレーに定評があり、全日本で長く主戦として活躍。世界選手権出場。1972年ミュンヘンオリンピック、1976年モントリオールオリンピック代表。